# Nola steniphona
Nola steniphona är en fjärilsart som beskrevs av Van Son 1933. Nola steniphona ingår i släktet Nola och familjen trågspinnare. Inga underarter finns listade i Catalogue of Life.